# Observatório McDonald

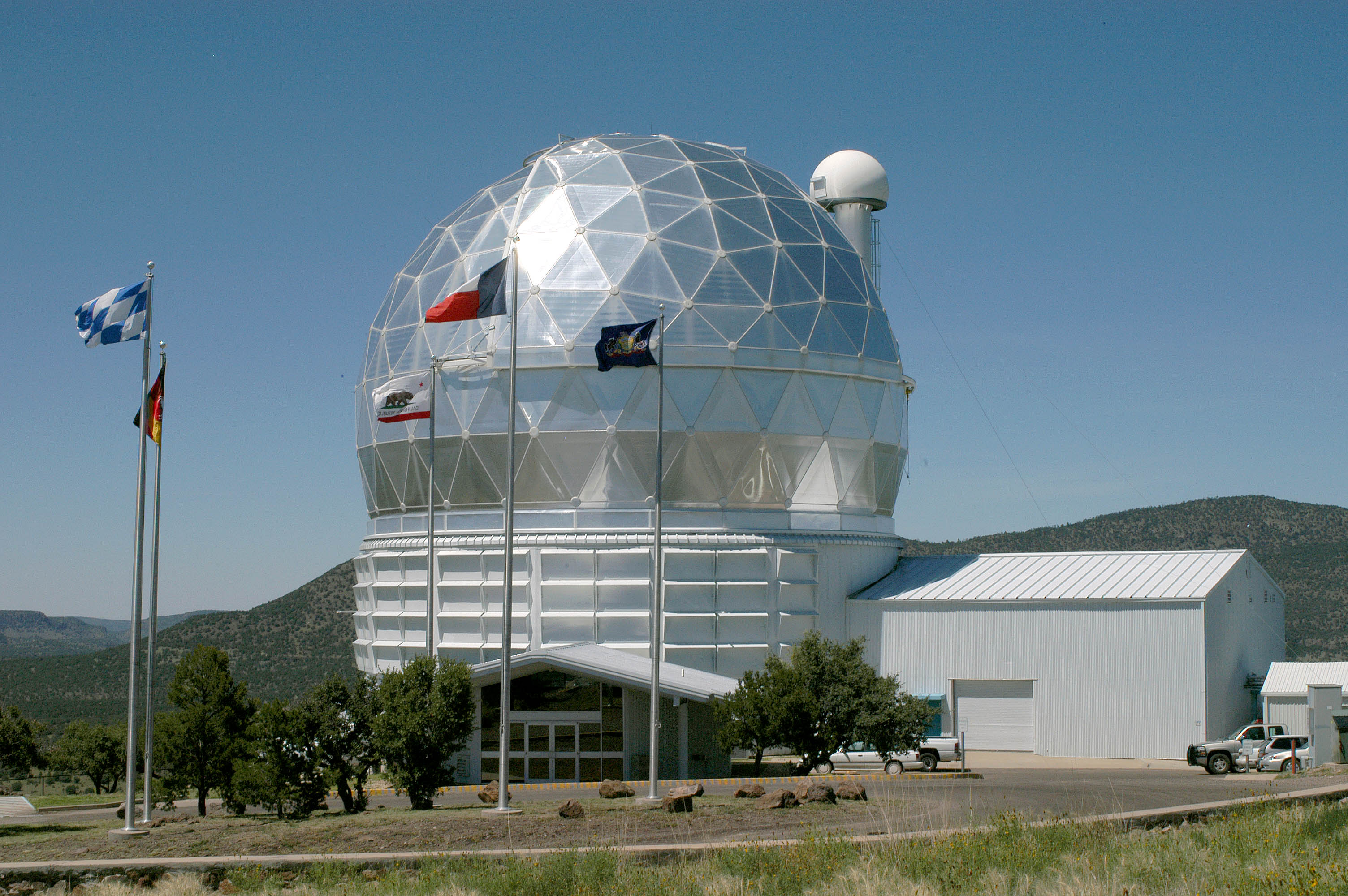

O Observatório McDonald é um observatório astronômico localizado perto da comunidade não-incorporada de Fort Davis em Jeff Davis County, Texas, Estados Unidos. A instalação está localizada em Mount Fowlkes e Locke Monte na Serra Davis de West Texas. O local é de propriedade do campus da Universidade do Texas em Austin e recebe financiamento da universidade.